# Sindikad Labourerien Breizh
Pour les articles homonymes, voir SLB.
Le Sindikad Labourerien Breizh (en français Syndicat des Travailleurs de Bretagne) est un syndicat présent exclusivement en Bretagne. 
Il inscrit son activité à gauche et sa langue d'expression est le breton.
Le syndicat créé en 2001 a comme secrétaire Corentin Lemonnier.

## Engagements
Le SLB dénonce le centralisme parisien d'une grande partie des syndicats et leur trop grande proximité avec les gouvernements successifs.[réf. nécessaire]
Il se présente comme un syndicat défendant le droit à l'autodétermination du peuple breton, la parité hommes-femmes et le droit à un « environnement sain et non pollué.» Il affirme sa solidarité avec le mouvement international des travailleurs et il entend lutter contre « le fascisme, le totalitarisme et toute idéologie contraire aux droits de l’homme. »
Le SLB défend également le service public et travaille de concert avec d'autres syndicats indépendantistes sur le territoire français.
Le syndicat est bien présent au sein de Diwan, et syndique également chez les marins (Tud a vor), dans les secteurs du BTP, de la restauration, de la formation professionnelle...[réf. nécessaire]

## SLB Skol-Veur
La branche universitaire, créée en novembre 2005, participe aussitôt aux élections sur le campus de Rennes 2 en décembre. 
Malgré le peu de moyens, trois membres du SLB Skol-Veur sont élus (Conseil d'administration, Conseil des études et de la vie universitaire et UFR de Langues).
En 2010 se crée une nouvelle section Skol-Veur sur Brest représentant les étudiants de l'Université de Bretagne Occidentale. Ainsi, avec deux pôles structurés, le SLB Skol-Veur continu à démontrer son dynamisme et son développement au sein du monde étudiant Breton.
Il organise ensuite de nombreuses actions et campagnes en faveur de la langue bretonne, du calendrier universitaire, des transports gratuits et il organise par ailleurs des journées de formation.
Le SLB Skol-Veur s'est présentée en mars 2007 aux élections du CROUS dans toute la Bretagne.
Le syndicat se présente aux élections universitaires de Rennes des 19-20 février 2008. Puis en 2010 le SLB Skol-Veur se présente aux élections à l'Université de Haute-Bretagne et de Bretagne Occidentale (UBO). Pour sa première participation aux élections à l'UBO, le SLB remporte un siège.
Lors des élections à la faculté des lettres et sciences humaines Victor Segalen le 26 mars 2013, constituée de 2 pôles (Brest et Quimper), la section Brestoise arrive en seconde position sur 4 listes derrière la Fédé B, mais devant l'UNEF, devenant ainsi le syndicat majoritaire à Brest, confirmant ainsi son évolution. Ce résultat lui octroie 2 élus sur 9, dont 1 assesseur auprès du doyen de la faculté.
En 2014 le syndicat se présente avec Solidaires Étudiant-e-s à l'élection des représentants étudiants de l'université Rennes 2. Leur liste obtient 6 élus dont 2 pour le SLB.

## PSNSE
Le SLB inscrit son action internationaliste dans le cadre de la PSNSE (Plateforme des Syndicats des Nations Sans État). 
La PSNSE est un regroupement de syndicats de travailleurs de Nations sous domination des États français, espagnol ou italien qui compte entre autres le STC (Sindicatu di i Travagliadori Corsi), LAB (Langile Abertzaleen Batzordeak), la CSC en Catalogne ou l'USTKE en Nouvelle-Calédonie. 
Cette structure a pour principes de regrouper des syndicats de classe, indépendants des partis politiques, et luttant contre la globalisation capitaliste. L'objectif commun de ces syndicats est la libération sociale et la libération nationale des peuples qu'ils représentent.